# Monroe, Washington
Monroe är en stad i Snohomish County i delstaten Washington. Vid 2010 års folkräkning hade Monroe 17 304 invånare.

## Kända personer från Monroe
- Chuck Close, konstnär
- Benson Boone, sångare